# Richard Westmacott
Richard Westmacott Jr. (1775 — 1856) foi um escultor britânico. Iniciou-se na escultura com seu pai, Richard Westmacott, o Velho, antes de ir para Roma em 1793 para aperfeiçoar-se com Antonio Canova. Retornando à Inglaterra em 1797, estabeleceu um atelier e passou a apresentar seus trabalhos na Royal Academy, sendo aceito na instituição em 1811 por sua obra Júpiter e Ganimedes. Em 1827 foi feito professor da mesma Academia e recebeu o título de Cavaleiro (Sir) em 1837. Foi pai de Richard Westmacott, o Jovem, que também revelou-se exímio escultor, acadêmico e professor de escultura.
Entre suas obras as mais notáveis são os relevos para o Marble Arch, as figuras representando A Ascensão da Civilização na fachada do Museu Britânico e o enorme Vaso Waterloo hoje nos jardins do Palácio de Buckingham. Outras de suas produções são os memoriais para William Pitt e Charles James Fox na Abadia de Westminster, e os memoriais de Nelson em Birmingham, Liverpool e Barbados.